# DJ Rush

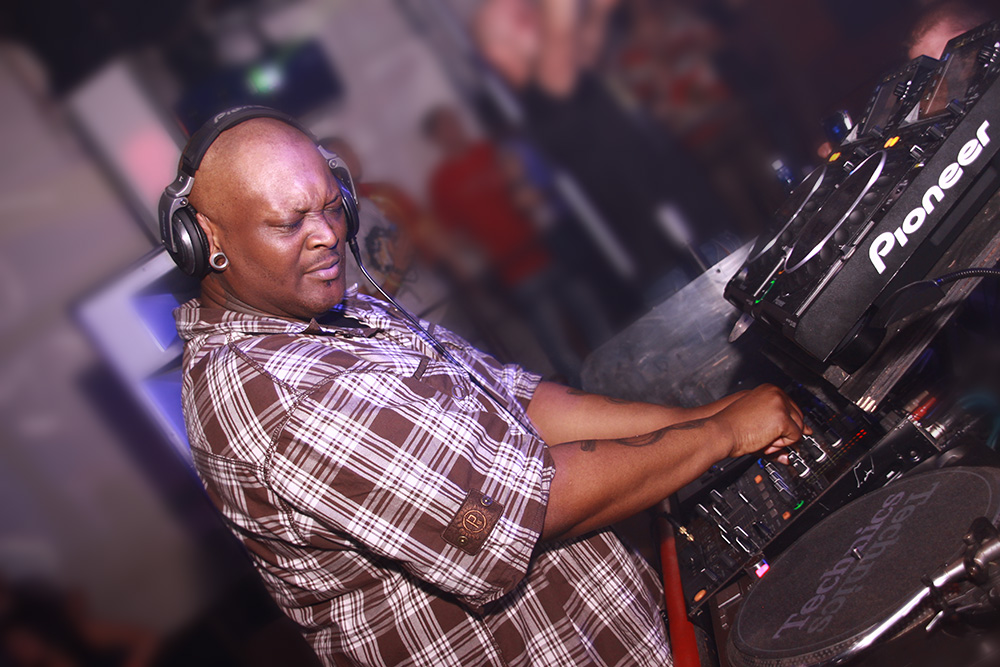
DJ Rush 2010, Airport (Würzburg)

DJ Rush (* 1970 in Chicago, eigentlich: Isaiah Major) ist ein US-amerikanischer Techno-DJ und Musikproduzent.
In der aufblühenden Schranz-Szene Chicagos fand DJ Rush schnell Gefallen an elektronischer Musik. Seine ersten Auftritte als DJ hatte er in der Music Box, dem Powerhouse, dem Stammheim und dem legendären Warehouse, wo er bis zu zehn Stunden am Stück hinter den Plattentellern stand. Gleichzeitig begann er in seinem Schlafzimmer mit der Produktion eigener Kreationen.
1991 veröffentlichte Rush auf dem Label Trax Records seine erste Single (Knee’ Deep). Seine Produktionen wurden zunehmend minimaler und härter und er begann, in London und Berlin Fuß zu fassen. Er kam unter anderem bei Force Inc. Music Works und Djax up Beats unter Vertrag.
1998 gelang DJ Rush mit der Platte Motherfucking Bass der europaweite Durchbruch. 2001 löste er bei den Leserwahlen des Groove-Magazins Jeff Mills als beliebtesten DJ ab.
Rush machte auch zahlreiche Remixe, z. B. für Elektrochemie LK, DJ Bam Bam, Speedy J, DJ Urban, Mario Ranieri, Miss Djax oder Felix Kröcher.
Er gilt als Vorreiter des heutigen Hardtechno, wobei er sich selbst damit nie identifiziert hat. Er nennt seinen Style selbst Hard Energy.

## Auszeichnungen
- Dance Music Award
  - 2001: in der Kategorie „Bester DJ international“